# Goudanbhavi, Sindhnur
Goudanbhavi là một làng thuộc tehsil Sindhnur, huyện Raichur, bang Karnataka, Ấn Độ.